# I. Noferu
I. Noferu (nfr.w, „a szép”) ókori egyiptomi királyné, valószínűleg I. Montuhotep XI. dinasztiabeli fáraó felesége, II. Antef (Uahanh) fáraó anyja. Csak négy sztéléről ismert, melyen Antef anyjaként említik.